# Семенцовка
Семенцовка — хутор в Крымском районе Краснодарского края России. Входит в состав Пригородного сельского поселения.

## География
Расположен на междуречье реки Шидс и притока р. Шибик. Одна улица — ул. Семенцовская.
В направление на запад находится Семенцовское кладбище.

## Население
| 1999 | 2002 | 2010 |
| ---- | ---- | ---- |
| 19   | ↘12  | ↘3   |